# Aczél Benő
Aczél Benő (polgári neve: Atzél Benő, 1897-ig Adler Benő. Írói álnevei: Bernardo Alex, Both Bálint; Kolon, 1889. augusztus 3. – Ossining, New York, Egyesült Államok, 1977. július 22.) ügyvéd, újságíró, író. Aczél Lajos krimiíró öccse.

## Élete
Aczél Adolf (Kolon, 1861 – Budapest, 1935) kereskedő és Czeizler Janka (Eger) fia. Gyermekkorában költöztek Nyitráról Budapestre. Miután leérettségizett, a Budapesti Tudományegyetemen jogot hallgatott, és ott szerezte meg doktori fokozatát is. Ügyvédi vizsgája után 1919-ben nyitott ügyvédi irodát Budapesten. 1934-től az Esti Kurír szerkesztője volt.
Bernardo Alex írói álnéven jelent meg A tűzkirálynő című regénye 1936-ban a Singer és Wolfner kiadó Milliók könyve sorozatában. Négy kisregénye Both Bálint álnéven a Világvárosi Regények sorozatban jelent meg.
1939-ben az Egyesült Államokba emigrált. Az Amerikai Magyar Népszava szerkesztője és az Amerika Hangja rádió szövegírója volt de gyakran publikált számos egyéb emigráns lapban is, illetve később a Szabad Európa Rádióban.
1957-től Izraelben telepedett le és Tel-Avivban élt. Később visszaköltözött az Egyesült Államokba és ott hunyt el 1977-ben.

## Magánélete
Házastársa dr. Gonda Lívia volt, Gonda Ármin és Polatschek Berta lánya, akivel 1925. január 25-én Budapesten, az Erzsébetvárosban kötött házasságot. Fiuk, Aczél Péter.

## Művei
- Bernardo Alex: A tűzkirálynő, Milliók könyve 418., Singer és Wolfner kiadó, Budapest, 1936
- Both Bálint: Szenzáció!, Világvárosi Regények 531., Budapest, 1938
- Both Bálint: Az igazi férj, Világvárosi Regények 546., Budapest, 1938; Tel-Aviv, 1961
- Both Bálint: A szekszepil világrekordja, Világvárosi Regények 593., Budapest, 1939; Tel-Aviv, 1957
- Both Bálint: Az aszfaltbetyár, kisregény, Világvárosi Regények 620., Budapest, 1939; Tel-Aviv, 1958